# Raffaele Spongano
Rosario Raffaele Spongano (Cellino San Marco, 2 ottobre 1904 – Bologna, 26 novembre 2004) è stato un filologo, metricista e storico della letteratura italiano.

## Biografia
Dopo aver compiuto gli studi liceali a Lecce, nel 1925 si iscrisse alla facoltà di lettere dell'Università di Pisa, dove fu allievo di Attilio Momigliano e lo ebbe come relatore con una tesi di laurea su Giuseppe Parini, discussa nel 1930.
Filologo e critico letterario, è stato docente nei Licei di Pisa, Galatina, Piacenza e Bologna e poi docente nelle Università di Firenze, Padova, Columbia (New York) e Bologna, dove è stato professore ordinario di Lingua e Letteratura Italiana fino al pensionamento. A Bologna ha anche presieduto per lunghi anni la Commissione per i testi di lingua, e ha fondato e poi diretto la rivista Studi e problemi di critica testuale, che tuttora si pubblica (ed. Fabrizio Serra Pisa).
Studioso di Parini in opere come La poetica del sensismo e la poesia del Parini (Milano, Principato, 1933) e Il primo Parini (Bologna, Pàtron, 1963), si è distinto come studioso di Leon Battista Alberti (I primi tre libri della famiglia, Firenze, Sansoni, 1946) e soprattutto per l'edizione critica dei Ricordi di Francesco Guicciardini (Sansoni, Firenze, 1946), tuttora considerata fondamentale.
L'Università di Lecce, della quale Spongano fu uno dei fondatori, gli ha dedicato un Convegno nel 2009.

## Opere
- La poetica del sensismo e la poesia del Parini, Messina-Milano, Principato, 1933.
- M. Cesarotti, Saggio sulla filosofia delle lingue, a cura di Raffaele Spongano, Firenze, Sansoni, 1943.
- Corso di letteratura italiana: Guicciardini, I «Ricordi», Firenze, Sansoni, 1946.
- Le prime interpretazioni dei Promessi Sposi, Firenze, Sansoni, 1947.
- L'Umanesimo e le sue origini, in «Giornale storico della letteratura italiana»,, volume CXXX, 1953, pp. 289–310.
- Due saggi sull'Umanesimo, Firenze, Sansoni, 1954.
- Sei sonetti di Buonaccorso da Montemagno da restituire a Gian Giorgio Trissino, in «La Rassegna della letteratura italiana», n. 2, 1956, pp. 299–305.
- Ethos ed Epos dell'anima carducciana, in Carducci. Discorsi nel cinquantenario della morte, Bologna, Zanichelli, 1959.
- Il primo Parini, Bologna, Pàtron, 1963.
- Schemi di Storia della Letteratura italiana, Bologna, Riccardo Pàtron, 1965.
- Nozioni ed esempi di metrica italiana , Bologna, Riccardo Pàtron, 1966.
- La gloria del primo Guido, in Dante e Bologna nei tempi di Dante, Bologna, Riccardo Pàtron, 1967.